# 兵藤一也
兵藤 一也（ひょうどう かずや、1978年4月27日 - ）は群馬県出身の元競輪選手。現役時代は日本競輪選手会群馬支部所属。日本競輪学校第82期卒業。師匠は父親で元競輪選手（32期）の兵藤信雄。

## 経歴
佐野日本大学高等学校を経て日本競輪学校に第82期生として入学。同期には荒井崇博らがいる。在校成績7位で卒業すると1999年4月17日に宇都宮競輪場でデビューし同日初勝利を含む完全優勝を果たす。
デビューしてから2年後の2001年8月に開催されたふるさとダービー（富山競輪場）で決勝へと駒を進める（8着）。その後、2004年の共同通信社杯競輪（3着）、翌2005年の東日本王座決定戦（3着）でも決勝に駒を進めた。同年10月、松山競輪場で開催された共同通信社杯競輪決勝では、山崎芳仁－佐藤慎太郎の福島勢の3番手につけ、直線で同大会連覇目前の佐藤をゴール前、8分の1輪差交わして優勝した。
2006年以降はGIでも決勝へと進出するケースが増え、2006年は高松宮記念杯競輪（3着）、全日本選抜競輪（7着）、翌2007年は日本選手権競輪（2着）、全日本選抜競輪（4着）という実績を残しKEIRINグランプリへの出場を決定させ、同年12月27日より新たに実施されることになったS級S班18名にも選出された。
上記の実績からGIタイトルを掴むところまでこぎつけていたものの、その後は実績が伸び悩んでいたが、2010年は高松宮記念杯競輪の決勝で3着に入ったことから年間獲得賞金額上位となり、S級S班の選出基準となる上位18人枠を争っていたが、選考期限にあたる競輪祭最終日の特別優秀競走で1着に入ったことにより最後の18人目として滑り込み、2011年のS級S班として返り咲いた。
2017年11月に宇都宮競輪場で通算300勝を達成した。
2020年10月10日の防府競輪場でのレース（FIスポニチ金杯争奪戦、2日目S級選抜）で落車し、そこから3年余りの間欠場が続いたが、結局復帰を果たせぬまま2023年12月14日付で選手登録消除。通算1696戦307勝、優勝35回。

## 競走スタイル
デビューしてから一貫して追い込みを身上としてきた選手であるが、デビューしてから4-5年目あたりまでは時折、鋭い捲りも放っていたこともあった。しかしその後は自力で競走するケースはほとんど見られず、時折見せる厳しい位置取りなど、マーク選手としての板がすっかり身についてきた。

## エピソード
2006年の寬仁親王牌での2日目、最終コーナーで相互接触による車体故障を生じさせた後、ゴール直前で外側から内側へゆっくり蛇行した後にゴールせず落車したが、審判から敢闘義務違反と見咎められ失格となり、後の裁定で短期の斡旋停止に処せられたことがある。